# 崇纶 (喜塔腊氏)
崇纶（1792年—1854年），字荷卿，喜塔腊氏，清朝正黄旗满洲人。
道光年间，由内阁贴写中书，充军机章京，升侍读。出为署陕西凤邠督粮道，咸丰元年（1851年）调直隶永定河道，出任云南按察使。咸丰二年（1852年）迁广东布政使，旋擢升为湖北巡抚。次年春，太平军弃武汉东下，攻克兴国州田家镇，进黄州。他因抗拒失败，被革职留任。十月，太平军攻打汉阳、武昌。他与湖广总督吴文镕各怀己见。咸丰四年（1854年）正月，吴文镕兵败，战死。太平军包围武昌，崇纶自请出城剿贼，计划脱身逃走避，咸丰帝不许。不久丁忧，青麟代为湖北巡抚，朝廷命崇纶留湖北协防。又以患病为名，请求去职，咸丰帝大怒，将他革职。六月，太平军攻克武昌前一天逃跑，逃到陕西。曾国藩弹劾，朝廷将他押交刑部，他闻讯在西安服毒自尽。

## 外部來源
- 《清史稿》卷三百九十七 列传一百八十四